# Urbine
Urbine si riferisce a un progetto del disegnatore William Woods che combina la colonna di una doccia tripla da stabilimento balneare o piscina pubblica, un serbatoio d'acqua calda e un micro-aerogeneratore, per sfruttare a suo vantaggio alcune proprietà collaterali, come l'attrito della trasmissione, e l'inevitabile riscaldamento solare (aumentato da una vernice scura), per generare calore che riscalda l'acqua della doccia, mentre allo stesso tempo si produce una discreta quota di elettricità utile per far funzionare illuminazione, impianto audio, ecc.

## Caratteristiche
- Altezza: 250 cm.